# Internationella beklädnadsarbetarefederationen
Internationella beklädnadsarbetarefederationen var en facklig yrkesinternational som grundades 1891 i Bryssel och som upphörde då den uppgick i Internationella textil- och beklädnadsarbetarefederationen 1960.

## Historia
- 1891 bildades organisationen av skräddare från olika länder
- 1893 inrättades ett sekretariat i Bryssel som först flyttades till Amsterdam och därefter till London.
- 1911 anslöt sig Svenska skrädderiarbetareförbundet
- 1925 tillkom Internationella pälsvarufederationen
- 1949 reorganiserades federationen med London som säte.
- 1960 sammanslogs federationen med Internationella textilarbetarefederationen vid en konferens i Köpenhamn och båda uppgick i Internationella textil- och beklädnadsarbetarefederationen.